# Dennis Persson
Pour les articles homonymes, voir Persson.
Dennis Persson (né le 2 juin 1988 à Nyköping en Suède) est un joueur professionnel de hockey sur glace.

## Carrière
Il commence le hockey en jouant pour l'équipe junior de Västerås IK en 2004-05 dans le championnat moins de 18 ans. La saison suivante, il joue une vingtaine de matchs avec l'équipe sénior de la ville qui évolue dans l'HockeyAllsvenskan, la seconde division du pays
Au cours de l'été, il est choisi lors repêchage d'entrée dans la Ligue nationale de hockey par les Sabres de Buffalo. Vingt-quatrième joueur choisi lors du repêchage, il ne rejoint pas pour autant la LNH et reste dans son pays.
Au cours de la saison 2006-07, il débute avec le club de sa ville natale, le IK Nyköpings Hockey qui évolue en seconde division mais finit sous les couleurs du Djurgårdens IF pour qui il va jouer une saison et demie. En 2008-09, il joue avec l'équipe de Timrå IK.

## Statistiques

### En club
| Saison    | Équipe                 | Ligue             |    | Saison régulière | Saison régulière | Saison régulière | Saison régulière | Saison régulière |   | Séries éliminatoires | Séries éliminatoires | Séries éliminatoires | Séries éliminatoires | Séries éliminatoires |
| Saison    | Équipe                 | Ligue             | PJ | B                | A                | Pts              | Pun              | PJ               | B | A                    | Pts                  | Pun                  |                      |                      |
| 2005-2006 | Västerås IK            | HockeyAllsvenskan | 19 | 0                | 2                | 2                | 6                |                  |   |                      |                      |                      |                      |                      |
| 2006-2007 | Almtuna IS             | HockeyAllsvenskan | 3  | 0                | 0                | 0                | 2                |                  |   |                      |                      |                      |                      |                      |
| 2006-2007 | IK Nyköpings Hockey    | HockeyAllsvenskan | 29 | 4                | 4                | 8                | 38               |                  |   |                      |                      |                      |                      |                      |
| 2006-2007 | Djurgårdens IF         | Elitserien        | 9  | 0                | 0                | 0                | 2                |                  |   |                      |                      |                      |                      |                      |
| 2007-2008 | Djurgårdens IF         | Elitserien        | 21 | 0                | 1                | 1                | 6                |                  |   |                      |                      |                      |                      |                      |
| 2007-2008 | IK Nyköpings Hockey    | HockeyAllsvenskan | 21 | 1                | 3                | 4                | 14               |                  |   |                      |                      |                      |                      |                      |
| 2008-2009 | Timrå IK               | Elitserien        | 46 | 1                | 5                | 6                | 24               | 7                | 0 | 0                    | 0                    | 0                    |                      |                      |
| 2008-2009 | Pirates de Portland    | LAH               | 8  | 0                | 2                | 2                | 6                |                  |   |                      |                      |                      |                      |                      |
| 2009-2010 | Pirates de Portland    | LAH               | 60 | 1                | 6                | 7                | 16               |                  |   |                      |                      |                      |                      |                      |
| 2010-2011 | Pirates de Portland    | LAH               | 64 | 4                | 13               | 17               | 18               | 11               | 0 | 4                    | 4                    | 0                    |                      |                      |
| 2011-2012 | Americans de Rochester | LAH               | 39 | 3                | 4                | 7                | 10               | -                | - | -                    | -                    | -                    |                      |                      |
| 2012-2013 | Brynäs IF              | Elitserien        | 16 | 1                | 3                | 4                | 6                | 3                | 0 | 0                    | 0                    | 4                    |                      |                      |
| 2013-2014 | Brynäs IF              | SHL               | 34 | 1                | 2                | 3                | 10               | 5                | 0 | 1                    | 1                    | 2                    |                      |                      |
| 2014-2015 | MODO Hockey            | SHL               | 48 | 0                | 5                | 5                | 18               | -                | - | -                    | -                    | -                    |                      |                      |
| 2015-2016 | MODO Hockey            | SHL               | 21 | 2                | 2                | 4                | 4                | -                | - | -                    | -                    | -                    |                      |                      |
| 2015-2016 | IF Björklöven          | Allsvenskan       | 10 | 0                | 1                | 1                | 6                | -                | - | -                    | -                    | -                    |                      |                      |

### Statistiques en équipe nationale
| Année | Édition                              | PJ | B | A | Pts | PUN | Résultat      |
| ----- | ------------------------------------ | -- | - | - | --- | --- | ------------- |
| 2006  | Championnat du monde moins de 18 ans | 6  | 1 | 5 | 6   | 8   | Sixième place |